# Jean-Louis de Rambures

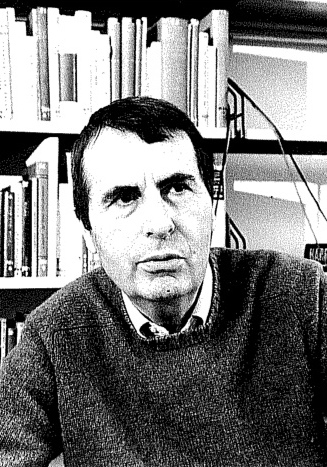
Jean-Louis de Rambures

Jean-Louis Vicomte de Bretizel Rambures (Parijs, 19 mei 1930 - Vaudricourt/Somme, 20 mei 2006) was een Frans journalist, schrijver, vertaler en cultuur-attaché.

## Biografie
Hij was de zoon van de Braziliaanse Lucille Calogera en van de burggraaf Bernard de Bretizel Rambures te Picardië. Hij leerde Portugees en Frans, de moedertalen van zijn ouders, en kwam vroeg in contact met de Duitse taal en literatuur, waaruit hij later met succes zou vertalen.
Hij volgde middelbaar onderwijs in Toulouse en Parijs en werd later aan het Institut d'Études Politiques in Parijs toegelaten. Hier kreeg hij zijn diploma, een "Licence en droit" en een "Licence d´allemand". In 1985 begon hij voor het maandelijkse tijdschrift "Realités" te werken en stelde portretten samen over verschillende kunstenaars, b.v. over Herbert von Karajan, Karlheinz Stockhausen, Luchino Visconti e.a. 
Vanaf 1968 schreef hij voor het kunsttijdschrift Connaissances des Arts, L'Express en het dagblad Le Monde, welk zijn artikels gedurende 25 jaar uitgaf. Zijn belangstelling ging vooral uit naar de werkwijze van schrijvers en de genese van literatuur. Daarom contacteerde hij talloze hedendaagse schrijvers en werd door vele auteurs zoals Roland Barthes, Julien Gracq, Jean-Marie Gustave Le Clézio, Hélène Cixous, Herta Müller, Ernst Jünger, Thomas Bernhard, Günter Grass en Heinrich Böll voor een interview ontvangen.
Vijfentwintig van deze gesprekken verschenen in zijn werk "Comment travaillent les écrivains" ("Hoe werken schrijvers", Flammarion, Paris 1978).
Zijn boek werd in het Japans vertaald en 1979 in Tokio (Chuokoron-sha, Inc. Tokyo) gepubliceerd. Vanaf begin jaren zeventig was hij cultuur-attaché van zijn land in Bonn, vanaf 1975 werkte hij in de cultuurafdeling van het Franse ministerie van Buitenlandse Zaken. Vanaf 1987 tot 1995 was hij directeur van Institut français in Saarbrücken en in Frankfurt am Main. Hij werd ook als vertaler beroemd, vooral Paul Nizon werd door zijn vertalingen voor het Franse publiek populair gemaakt.

## Prijzen
Jean-Louis de Rambures werd bekroond met Chevalier des Arts et des Lettres en kreeg het Grootkruis van de Orde van Verdienste van de Bondsrepubliek Duitsland.

## Werk
"Comment travaillent les écrivains" ("Hoe werken schrijvers", Flammarion, Paris 1978)